# Lafayette Leopards

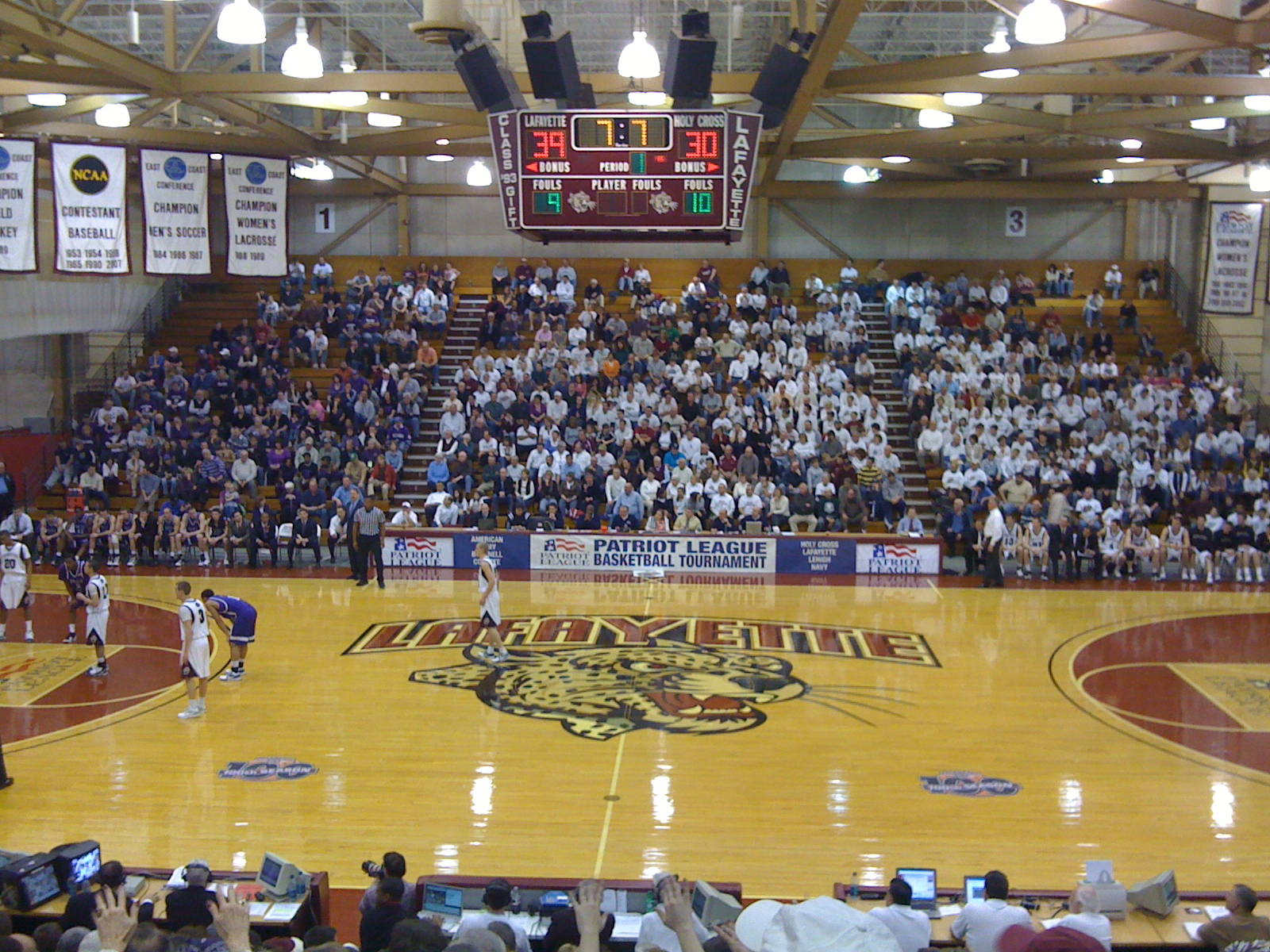
Kirby Sports Center

Lafayette Leopards (español: Leopardos del Colegio Lafayette) es el equipo deportivo del Lafayette College, situada en Easton, Pensilvania, fundada en 1832. Los equipos de los Leopards participan en las competiciones universitarias organizadas por la NCAA, y forman parte de la Patriot League.

## Apodo y mascota
El apodo de leopardos surgió en 1924, cuando apareció por primera vez en el periódico de la universidad. Hasta ese momento se les conocía como maroons, granates, por los colores de su equipación, pero el editor del periódico, viendo que las universidades de alrededor tenían todos apodos de animales, decidió asignarle el de los leopardos.

## Programa deportivo
Los Leopards participan en las siguientes modalidades deportivas:
| - Masculino - Baloncesto - Fútbol americano - Cross - Golf - Atletismo - Natación y Saltos - Béisbol - Lacrosse - Fútbol - Esgrima - Tenis | - Femenino - Baloncesto - Hockey sobre hierba - Cross - Voleibol - Atletismo - Natación y Saltos - Softball - Lacrosse - Fútbol - Esgrima - Tenis |

### Baloncesto
El equipo masculino de baloncesto de los Leopards ha llegado en 3 ocasiones a disputar el Torneo de la NCAA, la última de ellas en el año 2000. Su mejor actuación fue en 1957, cuando llegaron a octavos de final (sweet sixteen). En dos ocasiones, en 1999 y 2000, consiguieron el título de la Patriot League. Han participado también en cinco ocasiones en el NIT. Un total de 9 jugadores salidos de esta universidad han entrado en alguna ocasión en el Draft de la NBA, aunque ninguno ha llegado a jugar en la liga profesional.

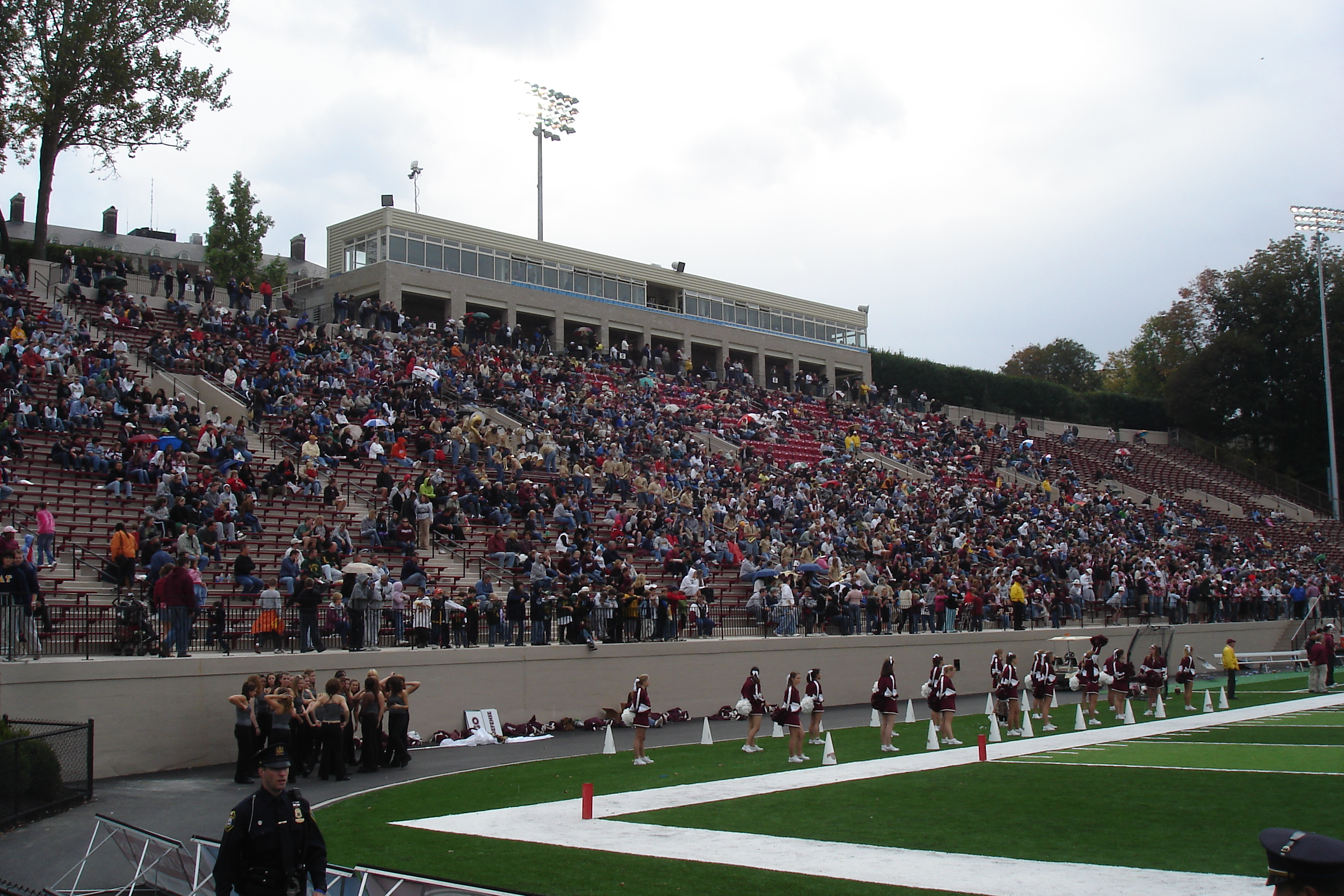
Fisher Field.

### Fútbol americano
El equipo de fútbol americano ha ganado en seis ocasiones el torneo de su conferencia, la última de ellas en 2006. 27 de sus jugadores han llegado a jugar como profesionales en la NFL. A lo largo de su historia han conseguido en 3 ocasiones el título nacional, en los años 1896, 1921 y 1926.

#### La Rivalidad
Lafayette College tiene una antigua rivalidad con la cercana Universidad de Lehigh. Desde 1884, los dos equipos de fútbol americano se han encontrado en 143 ocasiones, siendo la rivalidad más larga de la historia del fútbol colegial. También es la que más partidos ininterrumpidos han jugado, sin faltar a su cita desde 1897. A fecha de 2008, Lafayette lidera el enfrentamiento con 76 victorias, por 62 de Lehigh, y 5 empates.

### Béisbol
El equipo de béisbol ha llegado a participar en las College World Series, el equivalente al Torneo de la NCAA de baloncesto, en cuatro ocasiones, la última de ellas en 1965. 12 de sus jugadores han llegado a las Ligas Mayores de Béisbol.

## Instalaciones deportivas
- Kirby Sports Center. Pabellón de baloncesto, con capacidad para 3.5000 espectadores. Fue construido en el año 2000.
- Fisher Field. Campo de fútbol americano, con una capacidad de 13.750 espectadores. El primer partido se disputó en 1926, aunque desde entonces ha sufrido varias remodelaciones.
- Metzgar Fields. Instalación al aire libre, con un aforo fijo de 1000 espectadores, donde se disputa el fútbol, el softball, el béisbol, el lacrosse y otras disciplinas.